# Coupe de France de rugby à XIII
La Coupe de France de rugby à XIII ou Coupe de France Lord Derby a été créée la même année que le championnat de France, en 1934. Sa récompense en est le Trophée Lord Derby (du nom de l'homme politique anglais Edward Stanley, 17e comte de Derby), décerné pour la première fois en 1936.

## Histoire
En hommage au dix-septième Comte de Derby, Edward George Villiers Stanley, Président d'honneur de la Rugby Football League (Fédération Anglaise de Rugby à XIII) et homme politique Anglais (Ministre de la Guerre de 1916 à 1918 puis Ambassadeur à Paris), la Coupe de France dite Lord Derby voit s'affronter l'ensemble des clubs affiliés à la Fédération française de rugby à XIII.
Le palmarès de la Coupe de France Lord Derby témoigne de la richesse du rugby à XIII Français, de ses grandes heures et du pluralisme qui l'a toujours caractérisé. La 1re fois que ce trophée fut décerné ce fut à l'US Lyon Villeurbanne, vainqueur du match opposant à Paris-Buffalo (12 mai 1935) le vainqueur de la Coupe de France 1935 au vainqueur de la Coupe d'Angleterre 1935 (Castleford).
L'édition 2019-2020, d'abord suspendue courant mars, est finalement annulée par la Fédération française de rugby à XIII, le 15 avril 2020, en raison de la pandémie de maladie à coronavirus. Par conséquent, le titre n'est pas attribué et la saison est officiellement considérée comme "blanche", selon l'instance fédérale.

## Palmarès
|     | Année | Vainqueur | Score | Finaliste | Lieu de la finale/Stade | Spec. | |
| --- | ----- | --- | --- | --- | --- | --- | --- |
| 1.  | 1935  | US Lyon-Villeurbanne | 22 - 7 | XIII Catalan | Toulouse (Stade Jacques Thomas) | | |
| 2.  | 1936  | Côte Basque XIII | 15 - 8 | SA Villeneuve | Talence (Parc de Suzon) | 12 600 | |
| 3.  | 1937  | SA Villeneuve | 12 - 6 | XIII catalan | Talence (Parc de Suzon) | 12 100 | |
| 4.  | 1938  | RC Roanne | 36 - 12 | SA Villeneuve | Toulouse (Stade des Minimes) | 12 000 | |
| 5.  | 1939  | XIII Catalan | 7 - 3 | Toulouse olympique XIII | Toulouse (Stade du T.O.E.C.) | 15 200 | |
| 6.  | 1940  | 2e demi-finale et finale annulées car le 10 mai 1940, les Allemands ont envahi la Belgique, le Luxembourg et le Nord-Est de la France | 2e demi-finale et finale annulées car le 10 mai 1940, les Allemands ont envahi la Belgique, le Luxembourg et le Nord-Est de la France | 2e demi-finale et finale annulées car le 10 mai 1940, les Allemands ont envahi la Belgique, le Luxembourg et le Nord-Est de la France | 2e demi-finale et finale annulées car le 10 mai 1940, les Allemands ont envahi la Belgique, le Luxembourg et le Nord-Est de la France | 2e demi-finale et finale annulées car le 10 mai 1940, les Allemands ont envahi la Belgique, le Luxembourg et le Nord-Est de la France | |
| -   | 1941  | Le rugby à XIII est interdit fin octobre 1940 par le Gouvernement de Vichy et sa Révolution nationale                                 | Le rugby à XIII est interdit fin octobre 1940 par le Gouvernement de Vichy et sa Révolution nationale                                 | Le rugby à XIII est interdit fin octobre 1940 par le Gouvernement de Vichy et sa Révolution nationale                                 | Le rugby à XIII est interdit fin octobre 1940 par le Gouvernement de Vichy et sa Révolution nationale                                 | Le rugby à XIII est interdit fin octobre 1940 par le Gouvernement de Vichy et sa Révolution nationale                                 | Le rugby à XIII est interdit fin octobre 1940 par le Gouvernement de Vichy et sa Révolution nationale |
| -   | 1942  | Le rugby à XIII est interdit fin octobre 1940 par le Gouvernement de Vichy et sa Révolution nationale                                 | Le rugby à XIII est interdit fin octobre 1940 par le Gouvernement de Vichy et sa Révolution nationale                                 | Le rugby à XIII est interdit fin octobre 1940 par le Gouvernement de Vichy et sa Révolution nationale                                 | Le rugby à XIII est interdit fin octobre 1940 par le Gouvernement de Vichy et sa Révolution nationale                                 | Le rugby à XIII est interdit fin octobre 1940 par le Gouvernement de Vichy et sa Révolution nationale                                 | Le rugby à XIII est interdit fin octobre 1940 par le Gouvernement de Vichy et sa Révolution nationale |
| -   | 1943  | Le rugby à XIII est interdit fin octobre 1940 par le Gouvernement de Vichy et sa Révolution nationale                                 | Le rugby à XIII est interdit fin octobre 1940 par le Gouvernement de Vichy et sa Révolution nationale                                 | Le rugby à XIII est interdit fin octobre 1940 par le Gouvernement de Vichy et sa Révolution nationale                                 | Le rugby à XIII est interdit fin octobre 1940 par le Gouvernement de Vichy et sa Révolution nationale                                 | Le rugby à XIII est interdit fin octobre 1940 par le Gouvernement de Vichy et sa Révolution nationale                                 | Le rugby à XIII est interdit fin octobre 1940 par le Gouvernement de Vichy et sa Révolution nationale |
| -   | 1944  | Le rugby à XIII est interdit fin octobre 1940 par le Gouvernement de Vichy et sa Révolution nationale                                 | Le rugby à XIII est interdit fin octobre 1940 par le Gouvernement de Vichy et sa Révolution nationale                                 | Le rugby à XIII est interdit fin octobre 1940 par le Gouvernement de Vichy et sa Révolution nationale                                 | Le rugby à XIII est interdit fin octobre 1940 par le Gouvernement de Vichy et sa Révolution nationale                                 | Le rugby à XIII est interdit fin octobre 1940 par le Gouvernement de Vichy et sa Révolution nationale                                 | Le rugby à XIII est interdit fin octobre 1940 par le Gouvernement de Vichy et sa Révolution nationale |
| 7.  | 1945  | XIII catalan (2) | 27 - 18 | AS Carcassonne | Paris (Parc des Princes) | 6 000 | |
| 8.  | 1946  | AS Carcassonne | 27 - 7 | XIII catalan | Toulouse (Stade Chapou) | 18 000 | |
| 9.  | 1947  | AS Carcassonne (2) | 24 - 5 | SO Avignon | Marseille (Stade Vélodrome) | 6 000 | |
| 10. | 1948  | RC Marseille | 5 - 4 | AS Carcassonne | Toulouse (Stade Chapou) | | |
| 11. | 1949  | RC Marseille (2) | 12 - 9 | AS Carcassonne | Marseille (Stade Vélodrome) | 24 000 | |
| 12. | 1950  | XIII catalan (3) | 12 - 5 | Lyon XIII (2) | Carcassonne (Stade Albert Domec) | 13 500 | |
| 13. | 1951  | AS Carcassonne (3) | 22 - 10 | Lyon XIII | Marseille (Stade Vélodrome) | | |
| 14. | 1952  | AS Carcassonne (4) | 28 - 9 | XIII catalan | Marseille (Stade Vélodrome) | 14 384 | |
| 15. | 1953  | Lyon XIII (2) | 9 - 8 | US Villeneuve | Perpignan | 12 200 | |
| 16. | 1954  | Lyon XIII (3) | 17 - 15 | XIII catalan | Cavaillon | 8 000 | |
| 17. | 1955  | SO Avignon | 18 - 10 | Marseille | Carpentras (Stade de la Roseraie) | 11 600 | |
| 18. | 1956  | SO Avignon (2) | 25 - 15 | Bordeaux XIII | Perpignan (stade Jean-Laffon) | 5 800 | |
| 19. | 1957  | RC Marseille (3) | 11 - 0 | XIII catalan | Carcassonne (Stade Albert Domec) | 16 633 | |
| 20. | 1958  | US Villeneuve (2) | 20 - 8 | SO Avignon | Perpignan | 5 473 | |
| 21. | 1959  | XIII catalan (4) | 7 - 0 | SO Avignon | Carcassonne (Stade Albert Domec) | 11 000 | |
| 22. | 1960  | FC Lézignan | 7 - 4 | AS Carcassonne | Perpignan (Stade Jean Laffon) | 15 800 | |
| 23. | 1961  | AS Carcassonne (5) | 5 - 2 | FC Lézignan | Perpignan (Stade Jean Laffon) | | |
| 24. | 1962  | RC Roanne (2) | 16 - 10 | Toulouse olympique XIII | Perpignan (Stade Gilbert-Brutus) | 8 395 | |
| 25. | 1963  | AS Carcassonne (6) | 5 - 0 | Toulouse olympique XIII | Perpignan (Stade Gilbert-Brutus) | 5 100 | |
| 26. | 1964  | US Villeneuve (3) | 10 - 2 | Toulouse olympique XIII | Perpignan (Stade Gilbert-Brutus) | 5 166 | |
| 27. | 1965  | RC Marseille (4) | 13 - 8 | AS Carcassonne | Perpignan (Stade Gilbert-Brutus) | 8 294 | |
| 28. | 1966  | FC Lézignan (2) | 22 - 7 | US Villeneuve | Carcassonne (Stade Albert Domec) | 10 067 | |
| 29. | 1967  | AS Carcassonne (7) | 10 - 4 | XIII catalan | Perpignan (Stade Gilbert-Brutus) | 16 250 | |
| 30. | 1968  | AS Carcassonne (8) | 9 - 2 | Toulouse olympique XIII | Perpignan (Stade Gilbert-Brutus) | 6 400 | |
| 31. | 1969  | XIII catalan (5) | 15 - 8 | US Villeneuve | Perpignan (Stade Gilbert-Brutus) | 9 532 | |
| 32. | 1970  | FC Lézignan (3) | 14 - 8 | US Villeneuve | Perpignan (Stade Gilbert-Brutus) | 7 460 | |
| 33. | 1971  | RC Marseille (5) | 17 - 2 | FC Lézignan | Perpignan (Stade Gilbert-Brutus) | 6 310 | |
| 34. | 1972  | AS Saint-Estève | 12 - 5 | US Villeneuve | Perpignan (Stade Gilbert-Brutus) | 8 250 | |
| 35. | 1973  | RC Saint-Gaudens | 22 - 8 | AS Carcassonne | Carcassonne (Stade Albert Domec) | 10 300 | |
| 36. | 1974  | RC Albigeois | 22 - 11 | FC Lézignan | Perpignan (Stade Gilbert-Brutus) | 6 580 | |
| 37. | 1975  | Pia XIII | 9 - 4 | RC Marseille | Perpignan (Stade Gilbert-Brutus) | 9 021 | |
| 38. | 1976  | XIII catalan (6) | 23 - 8 | Toulouse Olympique XIII | Perpignan | | |
| 39. | 1977  | AS Carcassonne (9) | 21 - 16 | XIII catalan | Narbonne (Stade de l'Egassiairal) | 10 085 | |
| 40. | 1978  | XIII catalan (7) | 18 - 7 | FC Lézignan | Narbonne (Stade de l'Egassiairal) | 15 939 | |
| 41. | 1979  | US Villeneuve (4) | 15 - 5 | AS Carcassonne | Albi | 6 642 | |
| 42. | 1980  | XIII catalan (8) | 18 - 8 | AS Carcassonne | Narbonne (Stade de l'Egassiairal) | 8 783 | |
| 43. | 1981  | Finale XIII catalan-AS Carcassonne annulée, du fait des événements en finale du championnat le week-end précédent                     | Finale XIII catalan-AS Carcassonne annulée, du fait des événements en finale du championnat le week-end précédent                     | Finale XIII catalan-AS Carcassonne annulée, du fait des événements en finale du championnat le week-end précédent                     | Finale XIII catalan-AS Carcassonne annulée, du fait des événements en finale du championnat le week-end précédent                     | Finale XIII catalan-AS Carcassonne annulée, du fait des événements en finale du championnat le week-end précédent                     | |
| 44. | 1982  | SO Avignon (3) | 18 - 12 | AS Carcassonne | Narbonne (Stade de l'Egassiairal) | 4 663 | |
| 45. | 1983  | AS Carcassonne (10) | 10 - 3 | XIII Catalan | Narbonne (Stade de l'Egassiairal) | 7 235 | |
| 46. | 1984  | US Villeneuve (5) | 18 - 7 | XIII Limouxin | Narbonne (Stade de l'Egassiairal) | 6 851 | |
| 47. | 1985  | XIII catalan (9) | 24 - 7 | XIII Limouxin | Narbonne (Stade de l'Egassiairal) | 11 362 | |
| 48. | 1986  | US Le Pontet | 35 - 10 | AS Saint-Estève | Narbonne (Stade de l'Egassiairal) | | |
| 49. | 1987  | AS Saint-Estève (2) | 20 - 10 | XIII catalan | Narbonne (Stade de l'Egassiairal) | | |
| 50. | 1988  | US Le Pontet (2) | 5 - 2 | AS Saint-Estève | Narbonne (Stade de l'Egassiairal) | 5 000 | |
| 51. | 1989  | SO Avignon (4) | 12 - 11 | US Le Pontet | Albi | 6 000 | |
| 52. | 1990  | AS Carcassonne (11) | 22 - 8 | AS Saint-Estève | Albi | 6 832 | |
| 53. | 1991  | RC Saint-Gaudens (2) | 30 - 4 | Pia XIII | Carcassonne (Stade Albert Domec) | 6 000 | |
| 54. | 1992  | RC Saint-Gaudens (3) | 22 - 10 | RC Carpentras | Narbonne (Parc des sports et de l'amitié)                                                                                             | 7 000 | |
| 55. | 1993  | AS Saint-Estève (3) | 12 - 10 | XIII Catalan | Narbonne (Parc des sports et de l'amitié)                                                                                             | 6 401 | |
| 56. | 1994  | AS Saint-Estève (4) | 14 - 12 | XIII Catalan | Carcassonne (Stade Albert Domec) | | |
| 57. | 1995  | AS Saint-Estève (5) | 28 - 8 | Pia XIII | Perpignan | 6 000 | |
| 58. | 1996  | XIII Limouxin | 39 - 12 | AS Carcassonne | Perpignan | 9 000 | |
| 59. | 1997  | XIII catalan (10) | 25 - 24 | XIII Limouxin | Carcassonne (Stade Albert Domec) | 8 000 | |
| 60. | 1998  | AS Saint-Estève (6) | 38 - 0 | SO Avignon | Carcassonne (Stade Albert Domec) | 7 000 | |
| 61. | 1999  | US Villeneuve (6) | 20 - 5 | FC Lézignan | Narbonne (Parc des sports et de l'amitié)                                                                                             | 9 000 | |
| 62. | 2000  | US Villeneuve (7) | 34 - 14 | XIII catalan | Narbonne (Parc des sports et de l'amitié)                                                                                             | 9 000 | |
| 63. | 2001  | Union Treiziste Catalane | 38 - 17 | XIII Limouxin | Narbonne (Parc des sports et de l'amitié)                                                                                             | 8 000 | |
| 64. | 2002  | US Villeneuve (8) | 27 - 18 | Pia XIII | Carcassonne (Stade Albert Domec) | 8 500 | |
| 65. | 2003  | US Villeneuve (9) | 16 - 14 | Pia XIII | Carcassonne (Stade Albert Domec) | 7 000 | |
| 66. | 2004  | Union Treiziste Catalane (2) | 39 - 24 | AS Carcassonne | Carcassonne (Stade Albert Domec) | 10 500 | |
| 67. | 2005  | Union Treiziste Catalane (3) | 31 - 12 | XIII Limouxin | Carcassonne (Stade Albert Domec) | 11 000 | |
| 68. | 2006  | Pia XIII (2) | 36 - 20 | FC Lézignan | Carcassonne (Stade Albert Domec) | 9 344 | |
| 69. | 2007  | Pia XIII (3) | 30 - 14 | AS Carcassonne | Carcassonne (Stade Albert Domec) | 5 500 | |
| 70. | 2008  | XIII Limouxin (2) | 17 - 14 | RC Albigeois | Carcassonne (Stade Albert Domec) | 9 000 | |
| 71. | 2009  | AS Carcassonne (12) | 18 - 16 | XIII Limouxin | Albi (Stadium municipal) | 6 600 | |
| 72. | 2010  | FC Lézignan (4) | 18 - 14 | XIII Limouxin | Avignon (Parc des Sports) | 6 000 | |
| 73. | 2011  | FC Lézignan (5) | 27 - 18 | Pia XIII | Carcassonne (Stade Albert Domec) | 5 350 | |
| 74. | 2012  | AS Carcassonne (13) | 14 - 12 | Pia XIII | Narbonne (Parc des sports et de l'amitié)                                                                                             | 6 892 | |
| 75. | 2013  | SO Avignon (5) | 38 - 37 | XIII Limouxin | Carcassonne (Stade Albert Domec) | 5 000 | |
| 76. | 2014  | Toulouse olympique XIII | 46 - 10 | AS Carcassonne | Carcassonne (Stade Albert Domec) | 6 763 | |
| 77. | 2015  | FC Lézignan (6) | 27 - 25 | Saint-Estève XIII catalan | Carcassonne (Stade Albert Domec) | 4 124 | |
| 78. | 2016  | Saint-Estève XIII catalan (4) | 33 - 16 | XIII Limouxin | Carcassonne (Stade Albert Domec) | 4 247 | |
| 79. | 2017  | AS Carcassonne (14) | 30 - 24 | FC Lézignan | Avignon (Parc des Sports) | 3 500 | |
| 80. | 2018  | Saint-Estève XIII Catalan (5) | 30 - 26 a.p. | XIII Limouxin | Perpignan (Stade Gilbert-Brutus) | 5 243 | |
| 81. | 2019  | AS Carcassonne (15) | 22 - 6 | Saint-Estève XIII Catalan | Perpignan (Stade Gilbert-Brutus) | 4 000 | |
| 82. | 2020  | Éditions annulées et titres non décernés en raison de la pandémie de Covid-19                                                         | Éditions annulées et titres non décernés en raison de la pandémie de Covid-19                                                         | Éditions annulées et titres non décernés en raison de la pandémie de Covid-19                                                         | Éditions annulées et titres non décernés en raison de la pandémie de Covid-19                                                         | Éditions annulées et titres non décernés en raison de la pandémie de Covid-19                                                         | |
| -   | 2021  | Éditions annulées et titres non décernés en raison de la pandémie de Covid-19                                                         | Éditions annulées et titres non décernés en raison de la pandémie de Covid-19                                                         | Éditions annulées et titres non décernés en raison de la pandémie de Covid-19                                                         | Éditions annulées et titres non décernés en raison de la pandémie de Covid-19                                                         | Éditions annulées et titres non décernés en raison de la pandémie de Covid-19                                                         | |
| -   | 2022  | Éditions annulées et titres non décernés en raison de la pandémie de Covid-19                                                         | Éditions annulées et titres non décernés en raison de la pandémie de Covid-19                                                         | Éditions annulées et titres non décernés en raison de la pandémie de Covid-19                                                         | Éditions annulées et titres non décernés en raison de la pandémie de Covid-19                                                         | Éditions annulées et titres non décernés en raison de la pandémie de Covid-19                                                         | |
| 83. | 2023  | AS Carcassonne (16) | 38 - 12 | Albi RL | Perpignan (Stade Gilbert-Brutus) | 4 102 | |
| 84. | 2024  | AS Carcassonne (17) | 22 - 6 | FC Lézignan | Perpignan (Stade Gilbert-Brutus) | 6 459 | |
| 85. | 2025  | Saint-Estève XIII Catalan (6) | 26 - 18 | Albi RL | Narbonne (Stade de l'Egassiairal) | 4 500 | |

## Tableau d'honneur

### Palmarès par club
| Rang | Clubs                     | Titres (éditions)                                                                                           | Finales perdues (éditions)                                                        |
| ---- | ------------------------- | --- | --------------------------------------------------------------------------------- |
| 1    | Carcassonne               | 17 (1946, 1947, 1951, 1952, 1961, 1963, 1967, 1968, 1977, 1983, 1990, 2009, 2012, 2017, 2019, 2023 et 2024) | 13 (1945, 1948, 1949, 1960, 1965, 1973, 1979, 1980, 1982, 1996, 2004, 2007, 2014) |
| 2    | XIII catalan (Perpignan)  | 10 (1939, 1945, 1950, 1959, 1969, 1976, 1978, 1980, 1985, 1997)                                             | 13 (1935, 1937, 1946, 1952, 1954, 1957, 1967, 1977, 1983, 1987, 1993, 1994, 2000) |
| 3    | Villeneuve-sur-Lot        | 9 (1937, 1958, 1964, 1979, 1984, 1999, 2000, 2002, 2003)                                                    | 7 (1936, 1938, 1953, 1966, 1969, 1970, 1972)                                      |
| 4    | Saint-Estève              | 6 (1972, 1987, 1993, 1994, 1995, 1998)                                                                      | 3 (1986, 1988, 1990)                                                              |
| 5    | Lézignan                  | 6 (1960, 1966, 1970, 2010, 2011, 2015)                                                                      | 8 (1961, 1971, 1974, 1978, 1999, 2006, 2017, 2024)                                |
| 6    | Saint-Estève XIII catalan | 6 (2001, 2004, 2005, 2016, 2018 et 2025)                                                                    | 2 (2015, 2019)                                                                    |
| 7    | Avignon                   | 5 (1955, 1956, 1982, 1989, 2013)                                                                            | 4 (1947, 1958, 1959, 1998)                                                        |
| 8    | Marseille                 | 5 (1948, 1949, 1957, 1965, 1971)                                                                            | 2 (1955, 1975)                                                                    |
| 9    | Pia                       | 3 (1975, 2006, 2007)                                                                                        | 6 (1991, 1995, 2002, 2003, 2011, 2012)                                            |
| 10   | Lyon                      | 3 (1935, 1953, 1954)                                                                                        | 2 (1950, 1951)                                                                    |
| 11   | Saint-Gaudens             | 3 (1973, 1991, 1992)                                                                                        | 0                                                                                 |
| 12   | Limoux                    | 2 (1996, 2008)                                                                                              | 10 (1984, 1985, 1997, 2001, 2005, 2009, 2010, 2013, 2016, 2018)                   |
| 13   | Le Pontet                 | 2 (1986, 1988)                                                                                              | 1 (1989)                                                                          |
| 14   | Roanne                    | 2 (1938, 1962)                                                                                              | 0                                                                                 |
| 15   | Toulouse                  | 1 (2014) | 6 (1939, 1962, 1963, 1964, 1968, 1976)                                            |
| 16   | Albi                      | 1 (1974) | 3 (2008, 2023 et 2025)                                                            |
| 17   | Côte Basque               | 1 (1936) | 0                                                                                 |
| 18   | Bordeaux                  | 0 | 1 (1956)                                                                          |
| -    | Carpentras                | 0 | 1 (1992)                                                                          |

### Statistiques
- Plus grand nombre de victoires : 17 victoires
  - Carcassonne
- Plus grand nombre de victoires consécutives : 3 victoires
  - Saint-Estève (1993, 1994, 1995) et Carcassonne (2019, 2023 et 2024)
- Plus grand nombre de finales : 30 finales
  - Carcassonne
- Plus grand nombre de finales consécutives : 5 finales
  - Carcassonne
- Plus grand écart de points en finale : 38 points
  - Saint-Estève 38-0 SO Avignon (1998)[Ref 2]
- Plus grand nombre de points en finale : 75 points
  - Avignon 38-37 Limoux (2013)
- Plus petit nombre de points en finale : 5 points
  - Carcassonne 5-0 Toulouse (1963)
- Plus grand nombre de points marqués en finale par le vainqueur : 46 points
  - Toulouse olympique XIII (2014)
- Plus petit nombre de points marqués en finale par le vainqueur : 5 points
  - Marseille (1948), Carcassonne (1961, 1963), Le Pontet (1988)
- Finale la plus fréquemment jouée : 6 fois
  - Carcassonne - XIII Catalan (1946, 1952, 1967, 1977, 1980, 1983)
- Record d'affluence lors d'une finale : 24 000 spectateurs
  - Marseille - Carcassonne (1949)
- Clubs ayant réalisé le doublé Championnat / Coupe de France : 11 clubs
  - 5 fois : Carcassonne (1946, 1952, 1967, 2012 et 2024)[Ref 2]
  - 4 fois : Villeneuve-sur-Lot (1964, 1999, 2002, 2003)[Ref 2]
  - 2 fois : XIII Catalan (1969, 1985), Le Pontet (1986, 1988), Pia (2006, 2007)[Ref 2], Saint-Estève (1993, 1998), Lézignan (2010, 2011)[Ref 2]
  - 1 fois : Marseille (1949), Saint-Gaudens (1991), Saint-Estève XIII catalan (2005)[Ref 2], Toulouse (2014)[Ref 2]